# Caerphilly (County Borough)
Caerphilly (em galês, Caerffili) é um county borough no sudeste do País de Gales.
Sua principal cidade é Caerphilly, e outras cidades são Bedwas, Risca, Ystrad Mynach, Newbridge, Blackwood, Bargoed, New Tredegar e Rhymney.
A região é governada pelo Concílho Caerphilly County Borough Council.

## História
Este county borough foi formado em 1 de abril de 1996 pela união dos Distritos do País de Gales de Rhymney Valley, Mid Glamorgan e Islwyn.

## Escolas
Escolas secundárias no county borough de Caerphilly são:
- Bedwas High School, em Bedwas
- Blackwood Comprehensive School, em Blackwood
- Cwmcarn High School, Cwmcarn
- Heolddu Comprehensive School, Bargoed
- Lewis Girls Comprehensive School, Hengoed
- Lewis School Pengam, Bargoed
- Newbridge Comprehensive School, Newbridge
- Oakdale Comprehensive School, Oakdale
- Pontllanfraith Comprehensive School, Pontllanfraith
- Rhymney Comprehensive School, Rhymney
- Risca Community Comprehensive School, Risca
- St. Martin's Comprehensive School, Caerphilly
- St. Cennydd Comprehensive School, Caerphilly
- Ysgol Gyfun Cwm Rhymni, Blackwood (escola em língua galesa)